# Arata Kodama
Arata Kodama (japanisch 児玉 新 Kodama Arata; * 8. Oktober 1982 in der Präfektur Osaka) ist ein ehemaliger japanischer Fußballspieler.

## Karriere
Kodama erlernte das Fußballspielen in der Jugendmannschaft von Gamba Osaka. Seinen ersten Vertrag unterschrieb er 2001 bei den Gamba Osaka. Der Verein spielte in der höchsten Liga des Landes, der J1 League. 2005 erreichte er das Finale des J.League Cup. Mit dem Verein wurde er 2005 japanischer Meister. Für den Verein absolvierte er 25 Erstligaspiele. 2006 wechselte er zum Ligakonkurrenten Kyoto Purple Sanga. Für den Verein absolvierte er 31 Erstligaspiele. 2007 wechselte er zum Ligakonkurrenten Shimizu S-Pulse. 2008 erreichte er das Finale des J.League Cup. 2010 erreichte er das Finale des Kaiserpokal. Für den Verein absolvierte er 106 Erstligaspiele. 2012 wechselte er zum Ligakonkurrenten Cerezo Osaka. Für den Verein absolvierte er drei Erstligaspiele. 2013 wechselte er zum Ligakonkurrenten Ōita Trinita. Für den Verein absolvierte er 11 Erstligaspiele. Ende 2013 beendete er seine Karriere als Fußballspieler.

## Erfolge
Gamba Osaka
- J1 League

Meister: 2005
- J.League Cup

Finalist: 2005
Shimizu S-Pulse
- J.League Cup

Finalist: 2008
- Kaiserpokal

Finalist: 2010